# ТЭЦ Владиславово
ТЭЦ Владиславово — теплоэлектроцентраль на севере Польши, на начале косы Гель.
В начале 2000-х годов был реализован проект утилизации попутного газа, который получают во время добычи нефти на расположенной в Балтийском море платформе Baltic Beta. Вместо сжигания его начали подавать на берег по трубопроводу длиной 83 км с диаметром 115 мм. Здесь на производственном майданчике компании Energobaltic сначала выделяют конденсат и пропан-бутановую фракцию, после чего газ подается на введенную в эксплуатацию в 2003 году ТЭЦ Владиславово.
На станции установлены две газовые турбины Rolls-Royce Allison 501-KB7 мощностью по 6,3 МВт. Отработанные ими газы поступают в два котла-утилизатора, которые производят тепловую энергию для городской теплосети Владиславово. Общая электрическая и тепловая мощность станции определяется как 11 МВт и 17,7 МВт соответственно.
В случае прекращения подачи газа с платформы станция оснащена тремя резервными водогрейными котлами мощностью по 5 МВт, способными использовать природный газ или нефтепродукты.